# Nuxeo
Nuxeo — open source система управления контентом уровня предприятия, с открытыми стандартами, для платформ Microsoft Windows и Unix. Система характеризуется дизайном с высокой степенью модульности и масштабируемой производительностью. Система Nuxeo разработана с использованием Java технологий.

## Награды
- 2007
  - Red Herring[англ.] 100 Europe Winner.[3]
  - Номинация на Jax Innovation Awards.[4]
- 2008
  - EUREKA: проект Nuxeo c 2008 года получил поддержку EUREKA European R&D programme[5].
  - «PM’UP»: Nuxeo получил награду от Парижского региона за вклад в развитие экономики.[6]
- 2009
  - Intelligent Enterprise 2009 Editors' Choice Awards.[7]
- 2010
  - Intelligent Enterprise 2010 Editors' Choice Awards.[8]